# Герб Западнодвинского района
 Герб муниципального образования «Западнодви́нский район» Тверской области Российской Федерации.
Герб утверждён Постановлением № 33 Собрания депутатов Западнодвинского района Тверской области 10 января 2001 года.
Герб внесён в Государственный геральдический регистр Российской Федерации под регистрационным номером 768.

## Описание герба
«В червлёном поле серебряная дева в короне, держащая в руках серебряный же ключ в пояс; платье девы сливается с вогнутой оконечностью того же металла».

## Обоснование символики
Гласный герб. Женская фигура — поэтический символ Западной Двины, Даугавы, которая была важной дорогой в Белую Русь, Латвию и Западную Европу.
Фигура коронованной молодой женщины с ключом в руках символизирует ключевое положение самого западного района области.
Корона указывает на высокое значение Западной Двины в истории, культуре, экономике и фольклоре России, Беларуси и Латвии.

## История герба
Герб района разработан при содействии Союза геральдистов России.
Авторы герба: Лавренов Владимир Ильич, Мочёнов Константин Фёдорович